# Subdivisiones del municipio de São Paulo

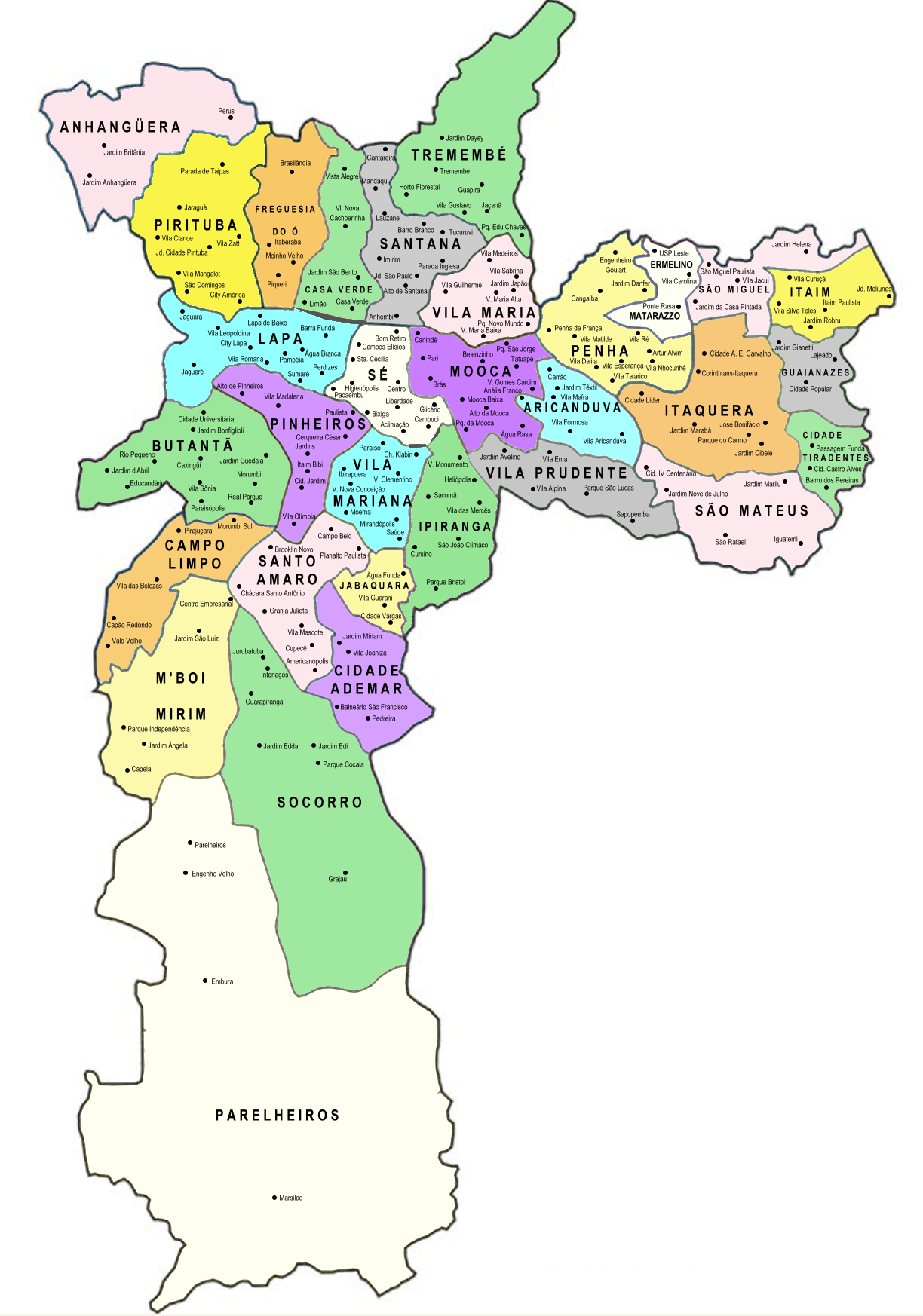
Mapa de las subprefecturas del municipio de São Paulo al año 2005.

Las subdivisiones del municipio de São Paulo o San Pablo son oficialmente dos: una administrativa y la otra geográfica. Existen también otras subdivisiones no oficiales adoptadas por otros organismos.

## Subdivisiones administrativas

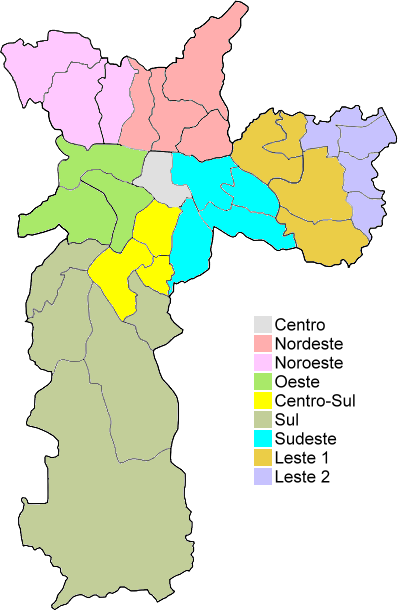
Demarcación administrativa oficial en zonas. (2005)

Mapa político administrativo de la ciudad mostrando las subprefecturas y sus distritos

Administrativamente, la ciudad está dividida en 32 subprefecturas (subprefeitura). A su vez, cada una de ellas, se divide en distritos. Las subprefecturas están oficialmente agrupadas en nueve regiones o zonas, tomando en cuenta la posición geográfica y la historia de su ocupación. Esas regiones son apenas utilizadas en organismos técnicos y de gobierno, pero no son identificadas por ningún tipo de cartel informativo en la ciudad. Las subprefecturas están listadas abajo en negrito, reuniendo a sus respectivos distritos.

### Región Central
Sé
- Sé
- Bela Vista
- Bom Retiro
- Cambuci
- Consolação
- Liberdade
- República
- Santa Cecília

### Este 1
Ermelino Matarazzo
- Ermelino Matarazzo
- Ponte Rasa

Itaquera
- Itaquera
- Cidade Líder
- José Bonifácio
- Parque do Carmo

Penha
- Penha
- Cangaíba
- Vila Matilde
- Artur Alvim

São Mateus
- São Mateus
- São Rafael
- Iguatemi

### Este 2
Cidade Tiradentes
- Cidade Tiradentes

Itaim Paulista
- Itaim Paulista
- Vila Curuçá

Guaianases
- Guaianases
- Lajeado

São Miguel Paulista
- São Miguel Paulista
- Vila Jacuí
- Jardim Helena

### Sudeste
Aricanduva
- Aricanduva
- Vila Formosa
- Carrão

Ipiranga
- Ipiranga
- Cursino
- Sacomã

Mooca
- Mooca
- Tatuapé
- Pari
- Brás
- Belém
- Água Rasa

Vila Prudente
- Vila Prudente
- São Lucas

Sapopemba
- Sapopemba

### Oeste
Butantã
- Butantã
- Morumbi
- Vila Sônia
- Rio Pequeno
- Raposo Tavares

Lapa
- Lapa
- Barra Funda
- Perdizes
- Vila Leopoldina
- Jaguara
- Jaguaré

Pinheiros
- Pinheiros
- Alto de Pinheiros
- Jardim Paulista
- Itaim Bibi

### Nordeste
Casa Verde
- Casa Verde
- Cachoeirinha
- Limão

Tremembé
- Jaçanã
- Tremembé

Santana
- Santana
- Tucuruvi
- Mandaqui

Vila Maria
- Vila Maria
- Vila Guilherme
- Vila Medeiros

### Noroeste
Freguesia do Ó
- Freguesia do Ó
- Brasilândia

Perus
- Perus
- Anhangüera

Pirituba
- Pirituba
- Jaraguá
- São Domingos

### Centro-Sur
Jabaquara
- Jabaquara

Santo Amaro
- Santo Amaro
- Campo Belo
- Campo Grande

Vila Mariana
- Vila Mariana
- Moema
- Saúde

### Sur
Capela do Socorro
- Socorro
- Cidade Dutra
- Grajaú

Campo Limpo
- Campo Limpo
- Capão Redondo
- Vila Andrade

Cidade Ademar
- Cidade Ademar
- Pedreira

M'Boi Mirim
- Jardim Ângela
- Jardim São Luís

Parelheiros
- Parelheiros
- Marsilac

## Subdivisiones geográficas

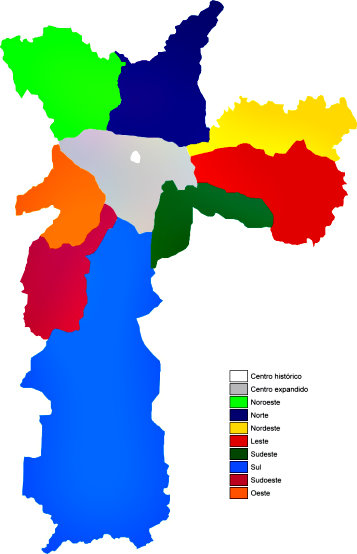
División geográfica del municipio de São Paulo, con los colores usados en los buses y carteles de las calles

El gobierno municipal de São Paulo reconoce diez zonas geográficas, utilizadas como referencia de localización en la ciudad. Esas zonas fueron establecidas dividiendo la cidade radialmente a partir del centro, y cada una de ellas es representada por un color diferente, en los buses urbanos y en el color de los carteles de las calles, que comenzaron a adoptar estos colores a partir de 2007. Debe destacarse, sin embargo, que el único criterio usado para esta división son los límites geográficos (avenidas, ríos, etc.), no teniendo relación alguna con las demarcaciones administrativas. Puede suceder, inclusive, que un mismo distrito esté parte en una zona y parte en otra. Estas zonas son las siguientes:
- Centro Histórico: representado por el color blanco. Comprende los distritos da Sé y da República, formados en gran parte por calles peatonales. Las calles en las que el tránsito de vehículos está permitido están sujetas al rodízio municipal, sistema que no permite el acceso de automóviles a la zona en ciertos días según la matrícula que tengan. Debe destacarse que los carteles de las calles de esta región son completamente blancos, no apenas el listel que ocupa la parte inferior. En las demás zonas los carteles son todos azules, solamente el listel cambia de color.

- Centro Expandido: representado por el color gris. Forma un anillo alrededor del centro histórico y está delimitado por las siguientes avenidas: Marginal Tietê, Marginal Pinheiros, dos Bandeirantes, Afonso D'Escragnole Taunay, Presidente Tancredo Neves, das Juntas Provisórias, Prof. Luís Inácio de Anhaia Melo y Salim Farah Maluf, además del Complexo Viário Maria Maluf. Así como el Centro Histórico, sus calles están sujetas al rodízio municipal. En esta área está concentrada la mayoría de los servicios y equipamientos culturales de la ciudad.

- Área 1 (Noroeste): representada por el color verde claro.  Es el área comprendida entre la Avenida Inajar de Souza, la Marginal Tietê y el límite con los municipios de: Santana de Parnaíba, Caieiras, Cajamar y Osasco. En esta región están localizados distritos como Pirituba, Perus y Brasilândia.

- Área 2 (Norte): representada por el color azul oscuro. Es el área comprendida entre la avenida Inajar de Souza, la Marginal Tietê y el límite con los municipios de: Guarulhos, Mairiporã, Franco da Rocha y Francisco Morato. Algunos puntos importantes de esta región son la Rodoviária Municipal, el Horto Florestal, el Sambódromo, el pavilhão do Anhembi y la Serra da Cantareira.

- Área 3 (Nordeste): representada por el color amarillo. Es el área comprendida entre la Marginal Tietê, la Radial Leste, la Av. Salim Farah Maluf y los límites con los municipios de: Guarulhos, Ferraz de Vasconcelos e Itaquaquecetuba. En esta región está localizada la Terminal de Ómnibus Tietê, la USP Leste, además de barrios como Penha y São Miguel Paulista.

- Área 4 (Este): representada por el color rojo. Es el área comprendida entre la Radial Leste, la Avenida Salim Farah Maluf, la Avenida Prof. Luís Inácio de Anhaia Melo, la avenida Sapopemba y el límite con los municipios de: Itaquaquecetuba, Poá, Santo André y Mauá. En esta región está localizado el Parque do Carmo, además de barrios como Jardim Anália Franco y Cidade Tiradentes.

- Área 5 (Sudeste): representada por el color verde oscuro. Es el área comprendida entre la Avenida Prof. Luís Inácio de Anhaia Melo, la Avenida Sapopemba, el Complexo Viário Maria Maluf, la Avenida das Juntas Provisórias y la Rodovia dos Imigrantes y el límite con los municipios de: São Caetano do Sul y Santo André. En esta región están localizados el Jardín Zoológico, el Jardín Botánico y el Parque do Estado.

- Área 6 (Sur): representada por el color azul claro. Es el área comprendida entre la Rodovia dos Imigrantes, las avenidas Pres. Tancredo Neves, dos Bandeirantes, Afonso D'Escragnole Taunay, Santo Amaro y João Dias, la Estrada de Guarapiranga y el límite con los municipios de: Diadema, São Bernardo do Campo, Itanhaém, São Vicente, Embu Guaçu y Juquitiba. Es la zona de mayor área de la ciudad, siendo en buena parte rural, y en sus límites están localizados el Autódromo de Interlagos y las represas Billings y Guarapiranga.

- Área 7 (Sudoeste): representada por el color bordó. Es el área comprendida entre la Marginal Pinheiros, las avenidas Santo Amaro y João Dias, la Estrada de Itapecerica, la Estrada de Guarapiranga y el límite con el municipio de Itapecerica da Serra. En esta región está localizado el Centro Empresarial cerca de la Avenida Luís Carlos Berrini, además de barrios como Capão Redondo y Jardim Ângela.

- Área 8 (Oeste): representada por el color naranja. Es el área comprendida entre la Marginal Pinheiros, la Estrada de Itapecerica y el límite con los municipios de: Cotia y Taboão da Serra. En esta región está localizada la Cidade Universitária y los distritos Morumbi y Butantã.

## Otras subdivisiones
Hasta 1986, la ciudad de São Paulo estaba dividida en distritos y subdistritos, conforme legislación del Estado de São Paulo. Los primeros, en aquella época, eran un total de diez: São Miguel Paulista, antiguo Baquirivu (creado en 1891), Itaquera (1920), Guaianases, antiguo Lajeado (1929), Perus (1934), Parelheiros (1944), Jaraguá (1948), Ermelino Matarazzo (1958), Itaim Paulista (1980), Sapopemba (1985) y São Mateus (1985). 
A los subdistritos originarios del siglo XVIII y de 1900 a 1950 se les sumaron los subdistritos de: Butantã, Osasco (emancipado como municipio en 1962), Lapa, Bom Retiro, Mooca, Bela Vista, Ipiranga, Perdizes, Jardim América, Saúde, Tucuruvi (antiguo Tremembé), Indianópolis, Pari, Vila Prudente, Tatuapé, Jardim Paulista, Santo Amaro (municipio de 1832 a 1935), Ibirapuera (antiguo distrito policial de Brooklin, en el extinto municipio de Santo Amaro), Pirituba, Capela do Socorro, Alto da Mooca, Cerqueira César, Barra Funda, Vila Maria, Aclimação, Vila Matilde e Vila Madalena. 
Finalmente, en 1964, habían sido creados los subdistritos de: Brasilândia, Cangaíba, Jabaquara, Jaguaré, Limão, Pinheiros, Vila Formosa, Vila Guilherme y Vila Nova Cachoeirinha.
Esa subdivisión basada en la antigua legislación estatal, de diez distritos y 48 subdistritos, que se contrapone a la actual división municipal en 96 distritos, todavía permanece en el criterio de las delimitaciones de los registros civiles, y sirve de base para la demarcación de las zonas electorales.
Muchas reparticiones y organismos públicos (comisarías, zonas electorales, etc.), además de las empresas prestadoras o concesionarias de servicios, como los correos, las centrales telefónicas en la ciudad de São Paulo y la Companhia de Engenharia de Tráfego (CET), tienen, sin embargo, subdivisiones propias que se superponen a las demarcaciones oficiales existentes en la ciudad. 
Los límites usados como referencia cotidiana, sin embargo, no siempre coinciden con los límites territoriales oficiales, ya que los límites entre los distritos no siempre respetan la contigüidad física, delimitada por ríos y grandes avenidas. Hay casos como los barrios Alto da Mooca y Jardim Anália Franco, ambos en la zona sudeste, geográficamente contiguos respectivamente a Mooca y a Tatuapé, pero oficialmente parte de los distritos de Água Rasa e Vila Formosa, y también casos de barrios que están divididos entre dos distritos. Es el caso de Brooklin, dividido entre Santo Amaro e Itaim Bibi, y de Sumaré, dividido entre Pinheiros y Perdizes.